# Macael
Macael es una localidad y municipio español situado en la parte meridional de la comarca del Valle del Almanzora, en la provincia de Almería, comunidad de Andalucía. Limita con los municipios de Purchena, Olula del Río, Fines, Cantoria, Líjar, Chercos, Tahal y Laroya.
Macael cuenta con una población de 5428 habitantes (INE 2024). El municipio se encuentra situado a una altitud de 538 m, alcanzando dentro de su término municipal una altitud mínima de 455 m y una máxima de 1407 m, y a 75 kilómetros de la capital de provincia, Almería.
Este municipio es conocido por sus canteras de mármol.

## Toponimia
Resulta complicado encontrarle un origen al nombre de Macael. Tomando como punto de partida su forma del siglo XV, Machael, se le puede suponer un origen hebreo, más teniendo en cuenta la existencia de un lugar cercano llamado Pago de Ysrrael, pero la existencia de la palabra machah, con significado de golpe, no parece justificar esta teoría. Como alternativa, se ha propuesto que la raíz provenga del término catalán macc, que quiere decir piedra.

## Geografía
Se encuentra en la zona norte de la sierra de los Filabres
Limitando al norte con los municipios de Olula del Río y de Fines, al este con los municipios de Cantoria y de Líjar, al oeste con los de Purchena y Laroya, y al sur con los de Chercos y Tahal.

### Clima
Macael posee un clima mediterráneo, con una temperatura media de 15,7 °C. Tradicionalmente se ha caracterizado por tener unos inviernos fríos con temperaturas medias mínimas de 2 °C en enero y 3 °C en febrero y unas máximas medias en invierno de 13 °C en enero y 14 °C en febrero (según el modelo climático de 1980-2010). Sin embargo, en los últimos años debido a la acción del calentamiento global las temperaturas en invierno han aumentado llegándose a alcanzar y superar la barrera de los 20 °C en varias ocasiones durante los meses invernales y donde el 12 de diciembre de 2023 se batió el récord de temperatura máxima para un mes de diciembre al alcanzarse los 29 °C. Las heladas son habituales varios días al año durante los meses de enero y febrero pero por la acción del calentamiento global estas se han visto reducidas. Con respecto a las nevadas, no es raro ver nevar en Macael, aunque estas se han visto muy reducidas desde el año 2010. La última gran nevada registrada fue en 2017. Sí que se han registrado nevadas de menor cantidad o aguanieves en las zonas más altas del municipio en 2019 o 2020. Las nevadas no solo se han reducido en el pueblo de Macael, también se han visto reducidas su cantidad y duración en la sierra de los Filabres.
Los veranos son calurosos con máximas superiores a los 30 °C y mínimas agradables. Aunque no es normal llegar a los 40 °C, puede alcanzarse algún día excepcional cuando llegan masas de aire muy cálido procedente del continente africano. La temperatura máxima más alta registrada fue de 44 °C el 9 de agosto de 2023. Las precipitaciones son escasas debido a su posición geográfica y al denominado efecto Foehn. La media de precipitaciones es escasa, de 329mm, pero es suficiente para mantener superficie arbolada típica de la zona (pinos, encinas, higueras, matorral, etc.). Las estaciones más lluviosas son el otoño (por el efecto gota fría) y la primavera. Los meses de verano son secos.

### Riesgos naturales
El municipio de Macael cuenta con un PTEL que cumple con la Ley 5/2010 sobre autonomía local.

## Historia

### Orígenes
La historia del municipio de Macael está ligada a la de su principal riqueza natural, el mármol blanco Macael; de ahí su denominación como la Ciudad del Oro Blanco.[cita requerida]
Los primeros pueblos en hacer uso del mármol de Macael fueron los fenicios, que lo utilizaron para construir sarcófagos como se pudo comprobar en una tumba fenicia elaborada con mármol de Macael.
Los orígenes del municipio se centran en el siglo X durante la ocupación de los musulmanes, que situaron el núcleo original en una colina rocosa, destinado posteriormente a canteras de mármol, lo que ha impedido la posterior conservación de la mayoría de sus restos arqueológicos.

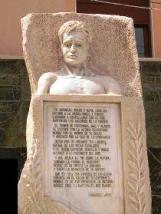
Monumento al Cantero. Realizado en Mármol Blanco de Macael.

### Etapa morisca
Durante la época musulmana, las canteras adquirieron gran fama y se extrajo mármol para grandes edificaciones, tales como la Alcazaba de Almería y los jardines de la ciudad, el Patio de los Leones en la Alhambra de Granada y los Jardines del Generalife situados junto a ésta.
La villa de Macael se rindió a los Reyes Católicos cuando éstos tomaron Baza en 1489. Los habitantes quedan por moriscos, conservando sus derechos y tradiciones, pasando a depender de la ciudad de Baza por la importancia de sus canteras.
En 1568 se produjo un levantamiento morisco capitaneado por Abén Humeya, en el que se vio inmersa la villa, siendo muchos los habitantes de este municipio los que se unieron a las tropas moriscas situadas en Purchena y donde participaron en los Juegos Moriscos.
Tras la rendición de Macael, se procedió a su repoblación en 1572 por veintidós familias venidas de la región levantina y de Castilla.

### El crecimiento de una villa ligada al mármol

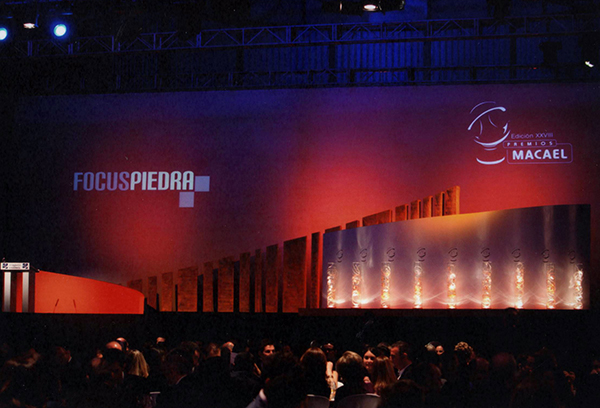
Fotos de la edición de los Premios Macael.

Durante los siglos XVII y XVIII Macael registra un incremento progresivo de sus habitantes: de 403 habitantes (1699) a unos 824 (1753).
En la actualidad tiene más de cinco mil habitantes, centrándose su economía en el mármol, que ha experimentado un enorme proceso de industrialización y mecanización para mejorar su extracción y manipulación, lo que le ha llevado a utilizarlo tanto para obras monumentales como para utensilios y objetos de decoración.
Hoy en día el mármol de Macael es utilizado para importantes construcciones como el hotel Burj Al Arab que es uno de los más lujosos del mundo valorado en (7 estrellas) esto es gracias al brillo y la pureza del mármol blanco de Macael.
Todos los años la villa celebra los Premios Macael, un evento que se creó en el año 1985 con el objetivo de reconocer a profesionales que destacan de forma especial en los ámbitos de arquitectura, artesanía y diseño nacional e internacionalmente y a personas, instituciones y medios de comunicación que realizan actuaciones singulares en beneficio del sector. Sus Majestades los Reyes presidieron el acto de entrega de los Premios Macael en el año 2022, en su XXXV edición.

## Geografía humana

### Organización territorial
Además de la cabecera municipal, Macael cuenta también con otra entidad de población según el nomenclátor publicado por el Instituto Nacional de Estadística: El Marchal.

### Demografía
Macael cuenta con una población de 5428 habitantes (INE 2024).
| Gráfica de evolución demográfica de Macael entre 1842 y 2021                                                        |
| |
| Población de derecho según los censos de población del INE Población de hecho según los censos de población del INE |

## Economía

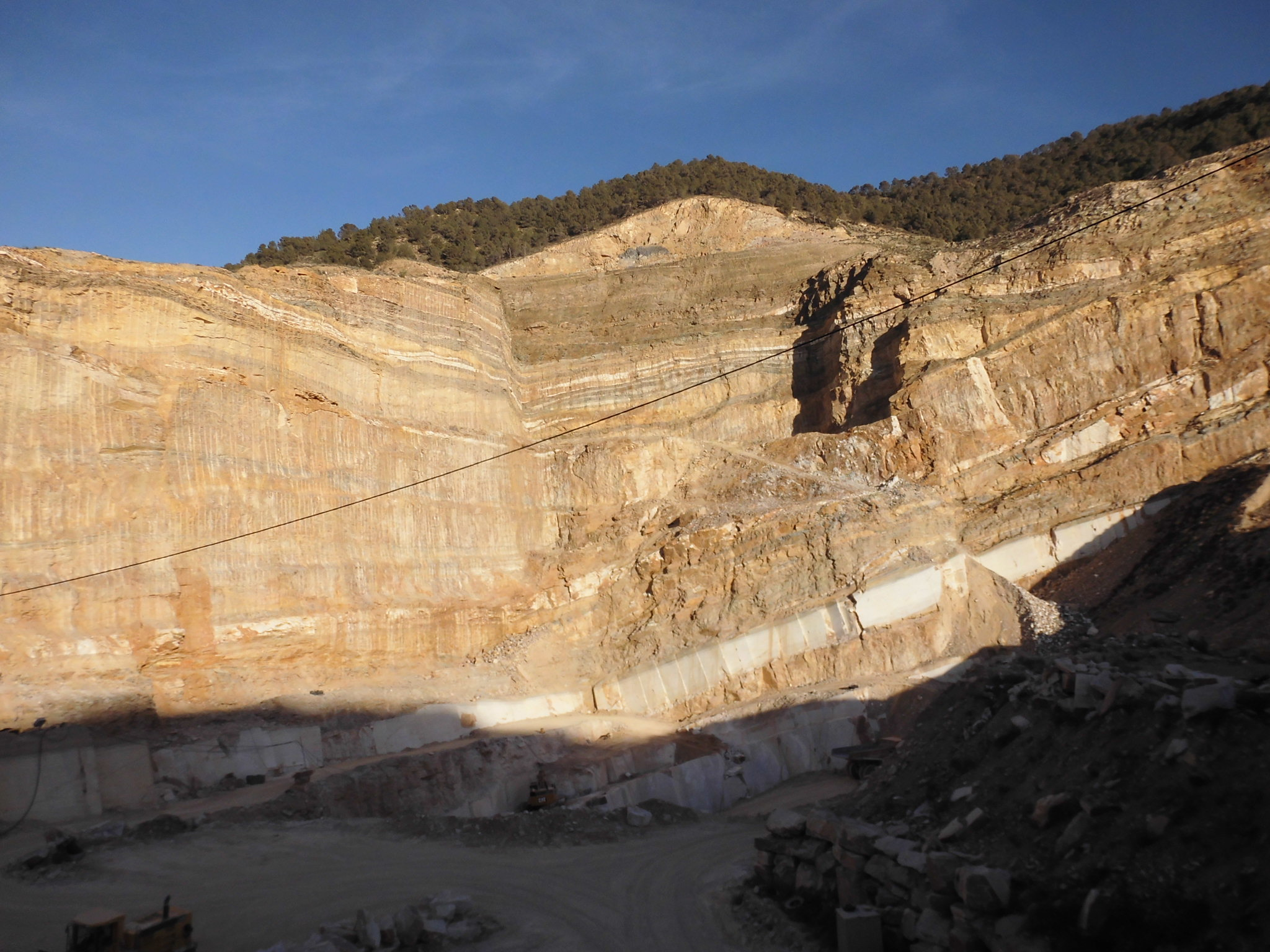
Cantera de mármol.

Su economía está basada principalmente en la extracción y elaboración del mármol, aunque Macael esté experimentando el turismo en pequeña parte.

#### Turismo
El centro de interpretación del Mármol abrió sus puertas el 27 de marzo de 2014 y está ubicado en el centro del pueblo, a unos 120 m de la iglesia.

#### Evolución de la deuda viva municipal
El concepto de deuda viva contempla sólo las deudas con cajas y bancos relativas a créditos financieros, valores de renta fija y préstamos o créditos transferidos a terceros, excluyéndose, por tanto, la deuda comercial.
| Gráfica de evolución de la deuda viva del Ayuntamiento de Macael entre 2008 y 2024      |
|                                                                                         |
| Deuda viva del ayuntamiento, en miles de euros, según datos del Ministerio de Hacienda. |

## Símbolos
Macael cuenta con un escudo y bandera adoptados de manera oficial en 2005.

### Escudo
Su descripción heráldica es la siguiente:

Escudo losangeado de azur (azul) y plata (blanco). Al timbre, corona real cerrada.

### Bandera
La enseña del municipio tiene la siguiente descripción:

Paño de proporciones 2/3: Cuartelado: 1.º y 4.º, de color azul; 2.º y 3.º, de color blanco. En el centro el escudo municipal.

## Administración y política
Los resultados en Macael de las últimas elecciones municipales, celebradas en mayo de 2023, son:
| Elecciones Municipales - Macael (2023) | Elecciones Municipales - Macael (2023)   | Elecciones Municipales - Macael (2023) | Elecciones Municipales - Macael (2023) | Elecciones Municipales - Macael (2023) |
| Partido político                       | Partido político                         | Votos                                  | Votos                                  | Concejales                             |
| -------------------------------------- | ---------------------------------------- | -------------------------------------- | -------------------------------------- | -------------------------------------- |
|                                        | Partido Popular (PP)                     | 2181                                   | 63,9 %                                 | 9                                      |
|                                        | Partido Socialista Obrero Español (PSOE) | 1194                                   | 34,98 %                                | 4                                      |

### Alcaldes
| Mandato   | Nombre del alcalde                 | Partido político |
| --------- | ---------------------------------- | ---------------- |
| 1976-1979 | José González López                | AP               |
| 1979-1983 | Francisco Guzmán Gutiérrez Encinas | PSOE             |
| 1983-1987 | Antonio Segura Pérez               | PSOE             |
| 1987-1991 | Antonio Segura Pérez               | PSOE             |
| 1991-1995 | Antonio Pérez Valdés               | PSOE             |
| 1995-1999 | Antonio Martínez Martínez          | PP               |
| 1999-2003 | Antonio Martínez Martínez          | PP               |
| 2003-2007 | Juan Pastor Molina                 | PSOE             |
| 2007-2011 | Juan Pastor Molina                 | PSOE             |
| 2011-2015 | Raúl Martínez Requejo              | PP               |
| 2015-2019 | Raúl Martínez Requejo              | PP               |
| 2019-2023 | Raúl Martínez Requejo              | PP               |
| 2023-     | Raúl Martínez Requejo              | PP               |

## Servicios públicos

### Educación
Cuenta con una biblioteca pública, una guardería, dos centros de educación primaria e infantil, una escuela oficial de idiomas y cabe destacar el IES Juan Rubio Ortiz, el cual cuenta con: educación secundaria obligatoria, bachillerato en modalidades de ciencias y tecnología e humanidades y ciencias sociales, ciclos formativos de grado medio de gestión administrativa, electromecánica de vehículos automóviles e instalación y mantenimiento electromecánico de maquinaria y conducción de líneas, programa de cualificación profesional inicial de auxiliar de oficina y finalmente, ciclo formativo de grado superior ``sistemas de regulación y control automáticos´´.

## Cultura

### Patrimonio
- Mortero más grande del Mundo,[13] monumental pieza de 50 000 kilos, inscrita en el Guinness World Records desde 2015, que se sostiene sobre una peana de mármol gris Macael. Esta pieza imita a la perfección un mortero clásico hecho en mármol y cuenta con una mano (maza) elaborada en mármol amarillo Macael. En su elaboración participaron las empresas Grupo Cosentino y Pimar Stone, que han cedido el material con el que se ha elaborado. Así mismo, Arriaga Artesanos del Mármol esculpió esta obra que está valorada en cerca de 300 000 euros y por la que, finalmente, el Consistorio abonó solamente unos 25 000 euros gracias a las aportaciones desinteresadas de los colaboradores.

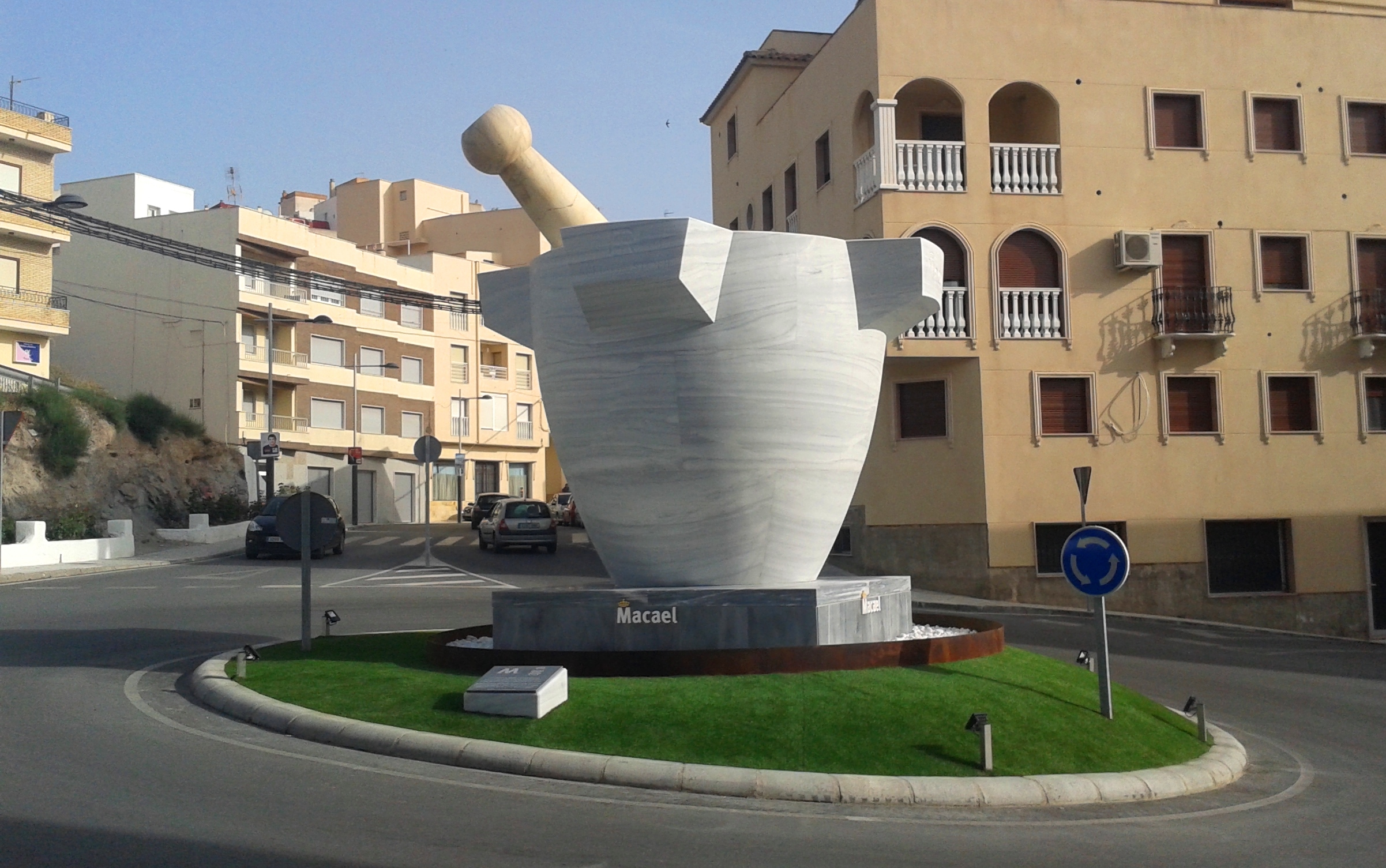
El Mortero más grande del Mundo se encuentra en Macael y ha sido realizado en mármol blanco, con peana de gris y maza de amarillo, los tres tipos de mármoles característicos de la sierra de Macael.

- Fuente de los Leones, se trata de una réplica exacta de la Fuente del Patio de los Leones de la Alhambra, realizada igualmente en mármol blanco Macael, seguramente uno de los símbolos más relevantes del legado nazarí. La fuente está formada por 12 leones, todos distintos en tamaño y detalles, aunque reunidos en tres grupos de cuatro, en función de la similitud de sus rasgos formales; nariz, pelaje de la melena, fauces y posición y relieve de la cola. La taza, de 262 cm de diámetro y 49 cm de espesor realizada en una única pieza, lleva escrito en su perímetro 12 versos del ministro y poeta Ibn Zamrak en los que describe la propia fuente. La Fuente de los Leones de Macael es una pieza exclusiva que no se encuentra en el resto del Mundo, ya que a los pies de los leones posee unas grandes placas de mármol Blanco Macael en las que se pueden leer los versos árabes de la taza traducidos al castellano. Está ubicada en la plaza de la Constitución junto a la iglesia de Ntra. Sra. del Rosario.
- Monumento a la Virgen del Rosario: compuesto por mármol blanco Macael y azulejo pintado a mano en Sevilla, conmemora el nombramiento de la Virgen, Patrona del pueblo, como alcaldesa perpetua y honorífica de la villa de Macael. Este monumento fue inaugurado el mismo día del nombramiento a la Virgen y se encuentra en uno de los laterales de la iglesia de Ntra. Sra. del Rosario. Las aportaciones económicas de varios vecinos, la donación del mármol por parte de empresas del municipio y la elaboración desinteresada de artesanos del pueblo, hace de este monumento una ofrenda del pueblo a su Patrona.
- Iglesia parroquial Ntra. Sra. del Rosario: inaugurada en 1609, de estilo Mudéjar, se conserva la torre y el escudo episcopal. Lo más destacado, además de su torre, son las tallas del Cristo Yacente, el niño que sustenta la Virgen del Rosario, ambas del siglo XVII, y el valioso óleo de la Purísima Concepción de la escuela de Juan de Juanes (s. XVI).

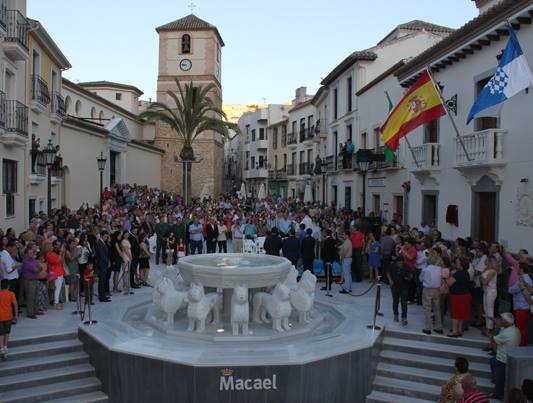
Inauguración de la Fuente de los Leones. Plaza de la Constitución. Macael (Almería)

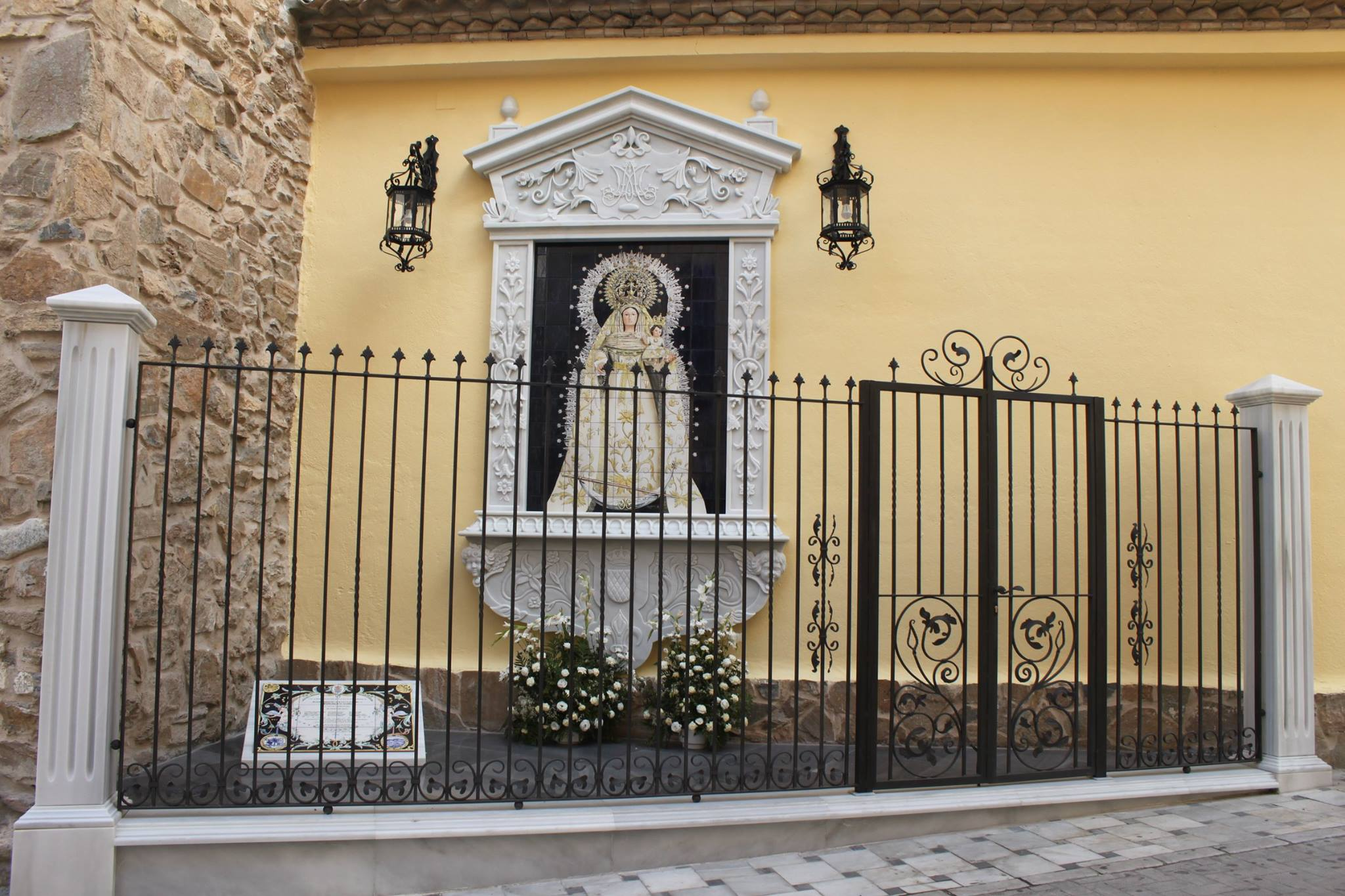
El día 5 de julio de 2014 se produjo la inauguración de este monumento, el mismo día del nombramiento como alcaldesa perpetua y Honorífica de la villa de Macael a la Virgen del Rosario, patrona del municipio

- Monumento al cantero: situado en la calle García Lorca junto a la plaza de Almería. Es una escultura esculpida sobre una masa de mármol blanco, que expresa con orgullo el busto de un trabajador que arranca cada día latidos a la sierra noble y fuerte.
- El mirador de la Virgen del Rosario: situado en la cima de un pequeño montículo coronado por la Virgen del blanco Rosario; escultura realizada en el más puro y blanco mármol de Macael.
- La plaza de la Constitución: es la plaza más destacada de la Villa de Macael, construida en 1980 y reformada en 2015, se sitúa en el centro del pueblo. Resaltan las diversas casas señoriales de principios de siglo y el Ayuntamiento Viejo con su escudo nobiliario en la fachada principal. Desde el día 13 de junio de 2015 cuenta en su extremo norte con una réplica exacta de la Fuente de los Leones de la Alhambra de Granada, tallada en mármol blanco Macael por artesanos del municipio.
- La Cruz de los Mozos: consta de una esbelta columna coronada por una cruz construida posteriormente. En su base figura la inscripción "ESTA CRUZ HICIERON LOS MOCOS DES TUDM MAEILARO".[cita requerida]
- La Cruz de Mayo: situada a la entrada del pueblo, en el paraje conocido como la Pisada del Caballo. Es una columna que sostienen una cruz de mármol blanco sobre un pedestal que en su conjunto mide unos 2,5 m aproximadamente y en su base se lee en castellano antiguo la siguiente frase: "SERONES ITSMA END MAIORO NOS J.V. PARA ANCHEZ I.I.V. TISERAS. ANO DE 1683".[cita requerida]

### Patrimonio inmaterial
Las fiestas más populares del municipio de Macael son:
- San Marcos (25 de abril).
- Ntra. Sra. del Rosario, feria y fiestas en honor a la patrona (7 de octubre).

Otras fiestas populares:
- El Carnaval (febrero).
- Romería Virgen de Fátima, en El Marchal (mayo).
- San José Obrero (1 de mayo).
- Las Cruces de mayo (3 de mayo).
- San Antonio (13 de junio).
- San Juan (24 de junio).
- Virgen del Carmen (16 de julio).
- Virgen María, El Collao (12 de septiembre).

## Deporte

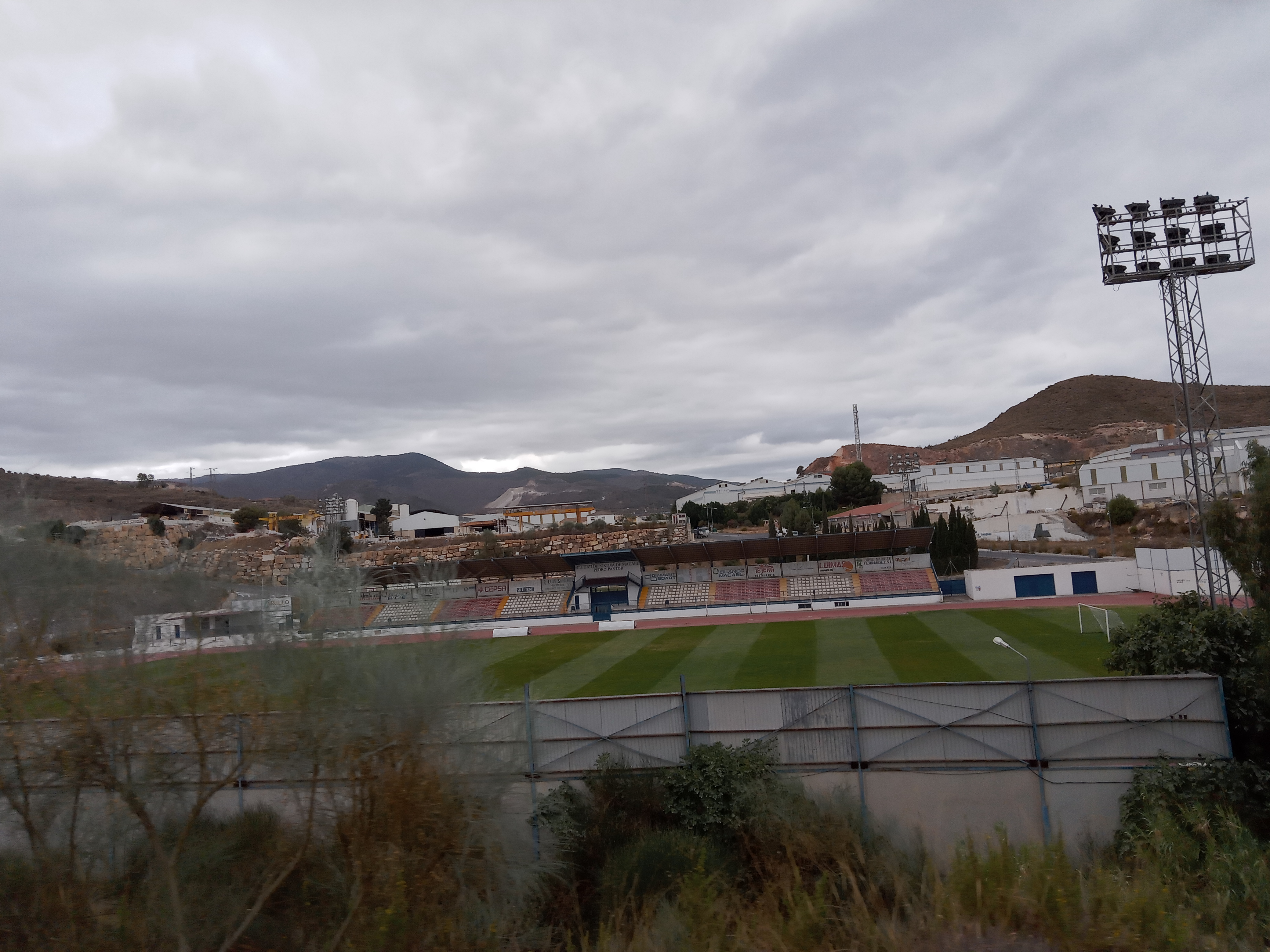
Ciudad deportiva de Macael.

### Instalaciones deportivas
Macael cuenta con una ciudad deportiva, equipada con una pista olímpica y sendos campos de fútbol de césped natural y artificial. En el pabellón municipal, además, existen pistas para tenis, voleibol, fútbol sala y baloncesto.

### Entidades deportivas
- Escudería del Mármol
- Mármol Macael Club Deportivo (1952-2011)

### Eventos deportivos
- Subida al mármol de Macael

## Hermanamientos
- Esplugas de Llobregat, España
- Jarrie, Francia